# 生殖器疱疹
生殖器疱疹，又稱陰部疱疹或疱疹二型，可由單純疱疹病毒第一型及第二型傳染，但主要由“單純疱疹二型病毒”引起，通常是與患者性交時傳染得來的性病，潛伏期約五至六天。
陰部疱疹主要影響生殖器官表皮，男女患者都首先會於患處首先痕癢，然後出現一撮疼痛的小水泡，由針頭到綠豆般大小都可以。水泡於三、四天後破裂、潰爛，並流出透明液體，變成有紅色邊緣的潰瘍，如無受其他感染，潰瘍通常可在十天內收乾、結痂和自動痊癒。部分病人可能同時有疲倦、發燒、肌肉痛及淋巴結腫脹的徵狀，持續兩、三星期才消失。 女性患者因潰瘍多出現在陰唇，內、外陰部及肛門周圍，故排尿時會感覺特別痛楚。
疱疹病毒可潛伏在人體神經結內，五至八成的病人會有復發的機會。醫學界暫時未能根治陰部疱疹，以下是一些常見的復發誘因：曝曬於陽光之下、精神緊張、情緒低落、營養不良、陰部皮膚有損傷、月經來臨。保持均衡飲食、多做運動和多休息，可幫助身體抵抗陰部疱疹復發。
一些研究顯示曾患陰部疱疹的婦女，將來患子宮頸癌的機會較高。
預防陰部疱疹的最佳辦法是採取安全性行為。
由於性觀念的改變及口交的原因，疱疹二型也會傳染到身體其他部份如咀唇邊、口腔等。而疱疹一型也會感染性器官（通常疱疹一型是影響咀唇邊），但如果病人不注意衞生，亦可經由手將疱疹病毒傳染到身體其他部位，包括眼睛。